# Кокрейн, Александр
Сэр Александр Кокрейн (англ. Sir Alexander Inglis Cochrane; 23 апреля 1758, Шотландия — 26 января 1832, Париж) — британский полный адмирал.

## Биография
Александр Кокрейн был младшим сыном шотландского пэра Томаса Кокрейна, 8-го графа Дандональда, и его второй жены Джейн Стюарт. Мальчиком он поступил на службу в Королевский военно-морской флот и служил в британских военно-морских силах в Северной Америке. Он принимал участие в американской войне за Независимость на стороне Британии.
Во время Египетской экспедиции Наполеона, Кокрейн находился в составе британской эскадры, призванной помешать французам. Когда в 1801 году занятая французами Александрия пала под натиском англичан, в её гавань первыми вошли суда под началом Кокрейна.
Около 1802—1803 годов один из командиров, подчинённых Кокрейну, перехватил четыре груженных сокровищами испанских корабля, направлявшихся из испанских колоний в Латинской Америке в порт Кадис. Это событие подстегнуло участие Испании в войне 1805 года на стороне Франции.
В те же годы Кокрейн находился в крайне плохих отношениях со своим коллегой, адмиралом Эдвардом Пеллью, который обошёл его по службе. Кокрейн пытался выдвинуть против Пеллью уголовные обвинения, однако поддержки в обществе не нашел.
Кокрейн был членом британской палаты общин от избирательного округа Stirling Burghs с 1800 по 1802, а затем с 1803 по 1806 год.

### ВКарибском море
В 1805 году Кокрейн был назначен командиром военно-морской базы британского флота на Подветренных островах. В это время между англичанами и французами развернулось ожесточённое противостояние за французские колонии в Вест-Индии, где, после чудовищного поражения французов и испанцев при Трафальгаре, безусловно доминировал британский флот.
6 февраля 1806 года Кокрейн, под командованием адмирала Джона Томаса Дакворта, сражался против французов и испанцев в морской битве при Сан-Доминго. Пушечное ядро сорвало с его головы шляпу, когда он находился на палубе своего флагманского корабля «Нортумберленд». 29 марта 1806 года, когда весть о доблести Кокрейна дошла до Британии, он был возведён в рыцари-командоры ордена Бани в знак признания его заслуг. Также он получил официальные благодарности от обеих палат парламента и символический наградной меч стоимостью в 100 гиней.
На Барбадосе Кокрейн встретился с борцом за независимость испанских колоний, генералом Франсиско де Мирандой, который потерпел поражение от испанских военно-морских сил в попытке освободить Венесуэлу. Поскольку Испания в то время находилась в состоянии войны с Англией, Кокрейн и губернатор Тринидада согласились оказать некоторую поддержку второй попытке Миранды высадиться в Венесуэле и освободить её, которая закончилась неудачно.
Поскольку британское правительство в то время небезосновательно опасалось, что нейтральная Дания вступит в союз с Наполеоном, в 1807 году контр-адмирал Кокрейн во главе эскадры кораблей был послан оккупировать Датскую Вест-Индию. Затем, в 1809 году он руководил флотом во время британского завоевания французской Мартиники, а в следующем 1810 году — при завоевании Гваделупы. Кокрейн занимал пост губернатора Гваделупы с 1810 по 1813 год.
Кокрейн был известен тем, что сформировал два подразделения колониальной морской пехоты из местных чернокожих, часть из которых являлись лично свободными, но большинство — беглыми рабами. В те времен эта деятельность Кокрейна вызвала возмущение и критику в его адрес.

### Англо-американская война 1812 года
Контр-адмирал Кокрейн был активным участником новой войны Англии и США. Он в то время руководил базами королевского военно-морского флота на Ямайке и на Бермудских островах. Именно он доставил к американскому побережью войска генерал-майора Роберта Росса, которые атаковали и сожгли американскую столицу Вашингтон, причём сгорели Белый дом и Капитолий.
Кроме этого, Кокрейн планировал атаковать Род-Айленд, но в итоге избрал своей мишенью более значительный Балтимор.
Во время битвы за Балтимор Кокрейн руководил бомбардировкой с моря форта Макгенри, которая оказалась неэффективной. Кокрейн отказался от предложения своих офицеров атаковать форт более решительно и разрешить британским фрегатам (с большим риском для них самих) приблизиться к форту на близкое расстояние. Затем он приказал провести диверсионный рейд на лодках, чтобы помочь армии, стоявшей лагерем близ Балтимора, в её предполагаемой атаке на Хэмпстед-Хилл (которая позже была отменена), но эта диверсия не имела успеха.
При бомбардировке форта Макгенри флот Кокрейна использовал бомбардировочные суда и ракетный корабль для дальней бомбардировки, чтобы свести к минимуму потери и ущерб флоту от ответного огня. Первые ракеты, недавно изобретённые и поступившие на вооружение британской армии и флота, в то время мало чем отличались от мощных петард; однако они стреляли далеко, и Кокрейн не рисковал кораблями.
Именно события бомбардировки Балтимора флотом Кокрейна вдохновили американского поэта Фрэнсиса Скотта Ки на написание стихотворения «Знамя, усыпанное звёздами», позднее ставшего гимном США.
Кокрейн возглавил британские войска, которые выиграли битву у озера Борнье в Луизиане в декабре 1814 года, а также возглавлял флот и морскую пехоту во время битвы за Новый Орлеан. Его моряки в трудных условиях построили короткую дорогу от побережья к Новому Орлеану для использования британскими вооруженными силами. Британская армия потерпела поражение в битве при Новом Орлеане 8 января 1815 года. Хотя Кокрейн не отвечал за сухопутную часть операции, его, наряду с другими, критиковали на родине за это поражение, которое не позволило британцам прочно закрепиться в США.
Герцог Веллингтон был особенно несдержан в своей критике. Он утверждал, что провал кампании в Новом Орлеане был в значительной степени результатом действий Кокрейна. В панегирике генералу Эдварду Пакенему, своему шурину, погибшему при штурме Нового Орлеана, Веллингтон заявил:
«Несмотря на то, что американцы были подготовлены к сражению, а их армия занимала укреплённую позицию, победа была бы возможна, если бы другие военачальники, особенно адмирал Кокрейн, выполняли свои должностные обязанности так же хорошо, как тот, кого мы оплакиваем.»
После неудачи в Новом Орлеане англичане сумели захватит американский флагманский корабль «President» у гавани Нью-Йорка. Однако, позже уже американцы захватили несколько английских военных кораблей. В результате, общий итог войны был совсем не такой, на который рассчитывали первоначально англичане.

## Дальнейшая жизнь
Ещё в 1814 году Кокрейн был произведён в вице-адмиралы, а в 1819 году — в полные адмиралы. С 1821 по 1824 году он был главнокомандующим в Плимуте. Адмирал Кокрейн скончался в Париже в 1832 году.

## Семья
В 1788 году Кокрейн женился на Марии Шоу, у них было трое сыновей и две дочери. Его сын, Томас Джон Кокрейн был зачислен в Королевский флот в возрасте семи лет; он также стал британским адмиралом и рыцарем ордена Бани.